# Баккуш, Хеди
Хеди Баккуш (араб. الهادي البكوش‎; фр. Hédi Baccouche; 15 января 1930, Хаммам-Сус — 21 января 2020) — тунисский политик, премьер-министр Туниса с 7 ноября 1987 года до 27 сентября 1989 года. Баккуш возглавлял Социалистическую дустуровскую партию, пока она не изменила свое название на Демократическое конституционное объединение в 1988 году. Баккуш учился во Франции в 1950-х годах. В то же время он продолжал свою политическую деятельность в студенческом союзе. В свое время он был арестован во Франции, что отметил Хабиб Бургиба, который лично приветствовал его после освобождения. В 1960-х годах он был назначен губернатором и секретарем Координационного комитета Бизерты. Затем он становится последовательно губернатором Сфакса и Габеса. Он также является мэром Хаммам-Сусс с 1960 по 1964 год.
7 ноября 1987 года он сменил Зина аль-Абидина бен Али, который только что сверг президента Бургибу с поста премьер-министра и генерального секретаря СДП. 27 сентября 1989 года его сменил Хамед Каруи.
Бакуш назначается президентом Бен Али членом Палаты советников, когда она была создана в 2005 году. Он также был членом Центрального комитета правящего Демократического конституционного объединения, до роспуска этой партии 20 января 2011 года во время тунисской революции.